# فیلیپ اریکسون
فیلیپ اریکسون (انگلیسی: Filip Ericsson; ۲۵ مهٔ ۱۸۸۲ – ۲۵ دسامبر ۱۹۵۱) قایقران قایق بادبانی اهل سوئد بود.